# Angleterre aux Jeux de l'Empire britannique de 1934
L'Angleterre a participé aux Jeux de l'Empire britannique de 1934 à Londres, en Angleterre, du 4 au 11 août 1934.
Les athlètes qui ont concouru sont répertoriés ci-dessous,.

## Athlètes

### Athlétisme

#### (Homme)
| Nom                 | Médaille         |
| ------------------- | ---------------- |
| Cyril Allen         | 1 x argent       |
| George Bailey       | 1 x bronze       |
| Wally Beavers       | 1 x or           |
| Douglas Bell        | 1 x argent       |
| Geoffrey Blake      | 1 x or           |
| Charles Bowen       | aucun            |
| Edward Bradbrooke   | aucun            |
| Ralph Kilner Brown  | 1 x bronze       |
| Alec Burns          | 1 x bronze       |
| Leslie Butler       | aucun            |
| Thomas Campbell     | aucun            |
| Jack A. Cooper      | aucun            |
| Jerry Cornes        | 1 x bronze       |
| Horace Craske       | aucun            |
| Robert Crombie      | aucun            |
| Everard Davis       | 1 x or           |
| Norman Drake        | aucun            |
| Sandy Duncan        | aucun            |
| John Duus           | aucun            |
| Tom Evenson         | 1 x argent       |
| Don Finlay          | 1 x or           |
| Arthur Furze        | 1 x bronze       |
| John Gabriel        | aucun            |
| Arthur Gray         | aucun            |
| Michael Gutteridge  | aucun            |
| Roland Harper       | aucun            |
| Joseph Heath        | aucun            |
| John Higginson      | aucun            |
| Maurice Hintze      | aucun            |
| Jack Holden         | aucun            |
| Robert Howland      | 1 x argent       |
| Alfred Kinally      | aucun            |
| William Land        | aucun            |
| Reg Nicholls        | aucun            |
| Malcolm Nokes       | 1 x or           |
| Bert Norris         | aucun            |
| George Pallett      | aucun            |
| Arthur Penny        | 1 x or           |
| Frank Phillipson    | aucun            |
| Ashleigh Pilbrow    | 1 x bronze       |
| John Potts          | aucun            |
| Jack Powell         | aucun            |
| Kenneth Pridie      | 1 x bronze       |
| Godfrey Rampling    | 2 x or           |
| Walter Rangeley     | 1 or, 1 x bronze |
| Denis Rathbone      | 1 x or           |
| Aubrey Reeve        | aucun            |
| Herbert Reeves      | aucun            |
| Bill Roberts        | 1 x argent       |
| George Saunders     | 1 x or           |
| Stanley Scarsbrook  | 1 x or           |
| John Stone          | aucun            |
| Crew Stoneley       | 1 or, 1 x bronze |
| Arthur Sweeney      | 3 x or           |
| F. Turner           | aucun            |
| Jack Walker         | aucun            |
| Anthony Watson      | aucun            |
| Lawrence Weatherill | aucun            |
| Dick Webster        | aucun            |
| Stanley West        | aucun            |
| Clifford Whitehead  | aucun            |
| Stanley Wilson      | aucun            |
| Harry Wood          | aucun            |
| Sydney Wooderson    | 1 x argent       |

#### (Femme)
| Nom                 | Médaille                     |
| ------------------- | ---------------------------- |
| Phyllis Bartholomew | 1 x or                       |
| Dorothy Butterfield | 1 x bronze                   |
| Leonard Chalmers    | 1 x bronze                   |
| Margaret Cox        | 1 x bronze                   |
| Louise Fawcett      | aucun                        |
| Constance Furneaux  | aucun                        |
| Phyllis Goad        | aucun                        |
| Elsie Green         | 1 x bronze                   |
| Edith Halstead+     | 1 x argent                   |
| Nellie Halstead     | 1 or, 1 x argent, 1 x bronze |
| Elsie Harris        | aucun                        |
| Eileen Hiscock      | 3 x or, 1 x argent           |
| Ethel Johnson       | 1 x argent                   |
| Ida Jones           | 1 x argent                   |
| Gladys Lunn         | 2 x or                       |
| Elsie Maguire       | 1 x or                       |
| Mary Milne          | aucun                        |
| Marjorie Okell      | aucun                        |
| Dorothy Razell      | aucun                        |
| Hilda Thorogood     | aucun                        |
| Kathleen Tiffen     | aucun                        |
| Ivy Walker          | 1 x argent                   |
| Violet Webb         | 1 x bronze                   |

+ Edith Halstead a ensuite été réaffectée sexuellement et a pris le nom d'Edwin "Eddie" Halstead, frère de Nellie Halstead,.

### Boxe
| Nom            | Médaille   |
| -------------- | ---------- |
| George Brennan | 1 x or     |
| Pat Floyd      | 1 x or     |
| Dave McCleave  | 1 x or     |
| Harry Moy      | 1 x bronze |
| Pat Palmer     | 1 x or     |
| Eddie Ryan     | 1 x or     |
| Alf Shawyer    | 1 x or     |

### Cyclisme
| Nom              | Médaille   |
| ---------------- | ---------- |
| William Harvell  | 1 x bronze |
| Ernest W Higgins | 1 x or     |

### Lawn bowls
| Nom             | Médaille  |
| --------------- | --------- |
| Fred Biggin     | 1 x or    |
| Ernie Gudgeon   | 1 x or    |
| Tommy Hills     | 1 x or    |
| James McKinlay  | aucun     |
| Robert Slater   | 1 x or    |
| Percy Tomlinson | 1 x or    |
| George Wright   | 1 x aucun |

### Lutte
| Nom             | Médaille   |
| --------------- | ---------- |
| Stanley Bissell | 1 x argent |
| William Fox     | 1 x argent |
| Joe Nelson      | 1 x argent |
| G.E. North      | 1 x argent |
| Joseph Reid     | 1 x bronze |
| Bernard Rowe    | 1 x argent |

### Natation

#### (Hommes)
| Nom                     | Médaille               |
| ----------------------- | ---------------------- |
| John Besford            | 1 x silver, 1 x bronze |
| Goldup Davies           | aucun                  |
| Frederick Dove          | aucun                  |
| Mostyn Ffrench-Williams | 1 x argent, 1 x bronze |
| Bob Leivers             | 1 x argent             |
| K.T.Scott               | aucun                  |
| Arthur Summers          | 1 x bronze             |
| Reginald Sutton         | 1 x argent             |
| Norman Wainwright       | 2 x argent, 1 x bronze |

#### (Femmes)
| Nom                   | Médaille               |
| --------------------- | ---------------------- |
| Olive Bartle          | 1 x bronze             |
| Margaret Gomm         | aucun                  |
| Audrey Hancock        | aucun                  |
| Phyllis Harding       | 1 x or, 1 x argent     |
| Margery Hinton        | 2 x bronze             |
| Edna Hughes           | 1 x argent, 1 x bronze |
| Vera Kingston         | 1 x argent             |
| Gladys Morcom         | aucun                  |
| Beatrice Wolstenholme | 1 x bronze             |

### Plongeon

#### (Homme)
| Nom             | Médaille   |
| --------------- | ---------- |
| Peter Beveridge | aucun      |
| Louis Marchant  | 1 x bronze |
| Tommy Mather    | 1 x or     |
| John Brisco Ray | 1 x or     |
| Doug Tomalin    | 2 x argent |

#### (Femme)
| Nom            | Médaille   |
| -------------- | ---------- |
| Cecily Cousens | 1 x bronze |
| Katinka Larsen | aucun      |
| Dot Macready   | 1 x or     |